# 首师大菌属
首师大菌属（学名：Paracnuella）是噬几丁质菌科下的一个属。

## 下属物种
本属包括以下物种：
- 水首师大菌 Paracnuella aquatica